# Kenya aux Jeux olympiques d'été de 1988
Le Kenya participe aux Jeux olympiques d'été de 1988 à Séoul, en Corée du Sud, du 17 septembre au 2 octobre 1988. Il s'agit de sa septième participation à des Jeux olympiques d'été.
La délégation kenyane est composée de soixante-quatorze athlètes concourant dans sept sports. Elle termine treizième au classement par nations avec cinq médailles d'or, deux médailles d'argent et deux médailles de bronze, soit un total de neuf médailles.
Les Kenyans se distinguent surtout en athlétisme où ils remportent sept de leurs neuf médailles, dont quatre médailles d'or.
Ils réussissent notamment le doublé au 3 000 mètres steeple masculin, en battant le record olympique de la discipline. Julius Kariuki l'emporte en effet en 8 min 05s 51 qui est le nouveau record olympique, devant son compatriote Peter Koech.

## Médaillés kenyans
| Médaille | Nom               | Sport      | Discipline                     | Date de la finale |
| -------- | ----------------- | ---------- | ------------------------------ | ----------------- |
| Or       | Paul Ereng        | Athlétisme | 800 mètres, hommes             | 26 septembre      |
| Or       | Julius Kariuki    | Athlétisme | 3 000 mètres steeple, hommes   | 30 septembre      |
| Or       | John Ngugi        | Athlétisme | 5 000 mètres, hommes           | 1er octobre       |
| Or       | Peter Rono        | Athlétisme | 1 500 mètres, hommes           | 1er octobre       |
| Or       | Robert Wangila    | Boxe       | Poids welters (–67 kg), hommes | 1er octobre       |
| Argent   | Peter Koech       | Athlétisme | 3 000 mètres steeple, hommes   | 30 septembre      |
| Argent   | Douglas Wakiihuri | Athlétisme | Marathon, hommes               | 2 octobre         |
| Bronze   | Kipkemboi Kimeli  | Athlétisme | 10 000 mètres, hommes          | 26 septembre      |
| Bronze   | Chris Sande       | Boxe       | Poids moyens (–75 kg), hommes  | 29 septembre      |

## Résultats détaillés

### Athlétisme

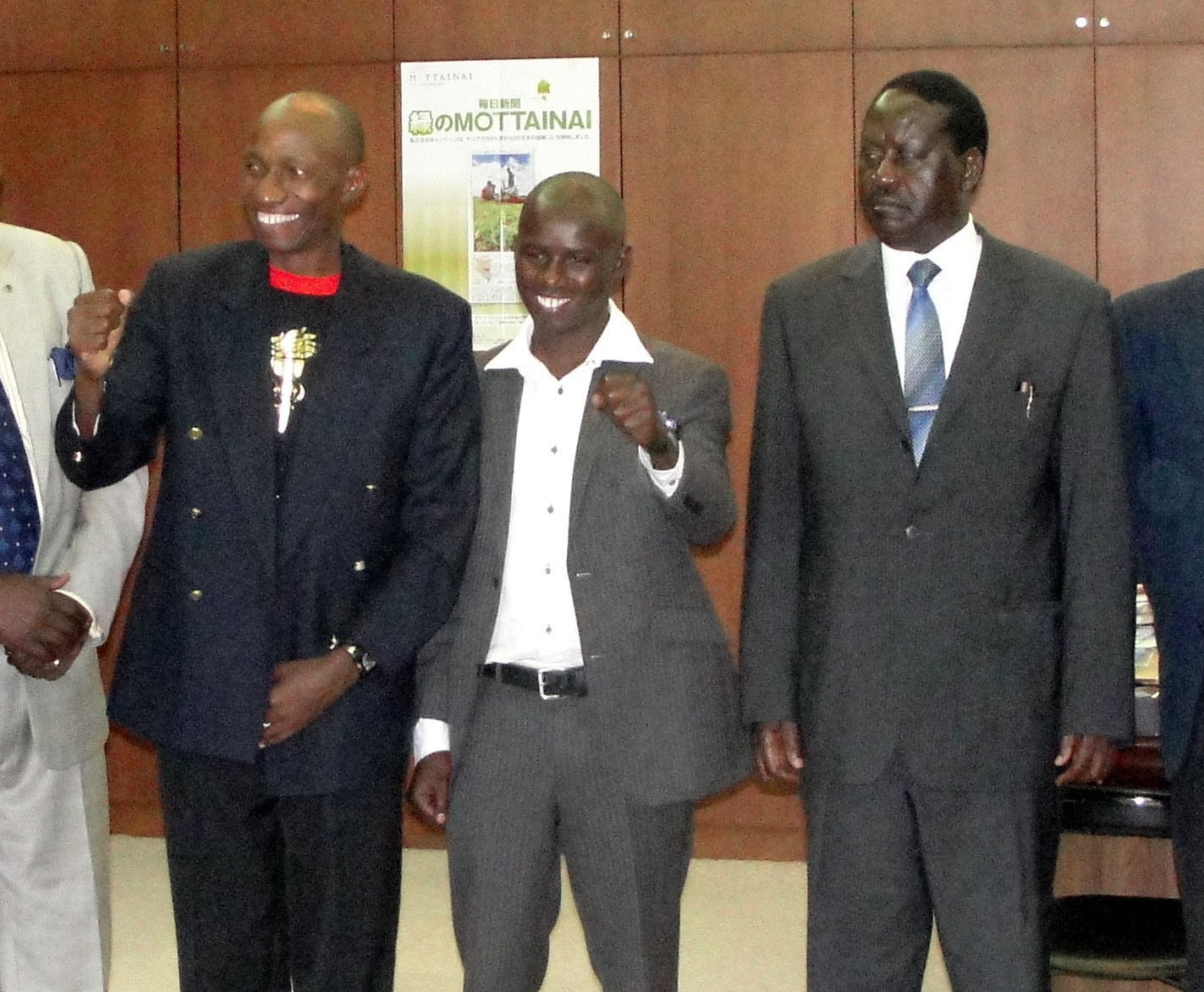
Douglas Wakiihuri, ici à gauche, remporte la médaille d'argent au marathon.

Relais 4 × 100 m, hommes

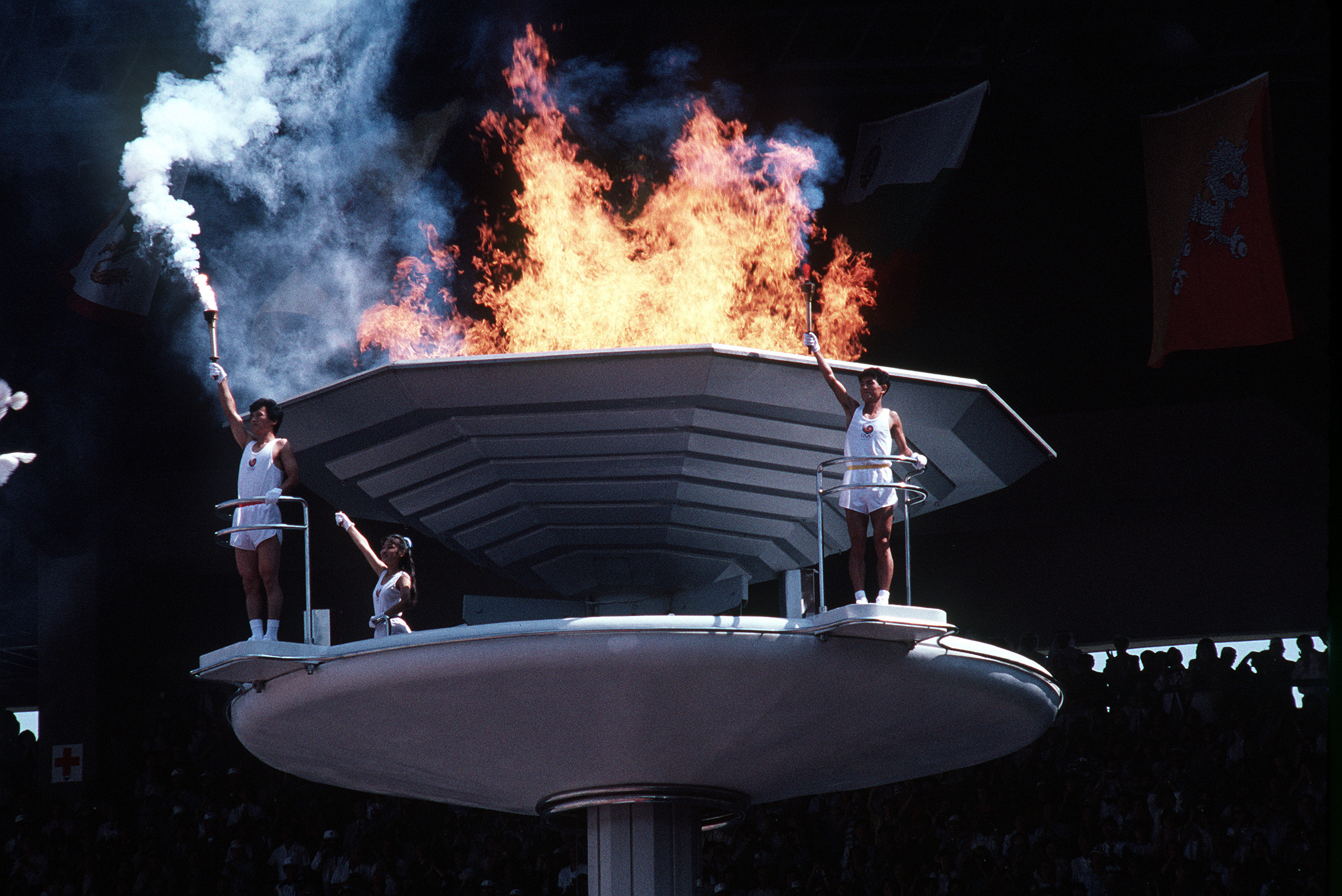
Allumage de la flamme olympique à Séoul le 1er septembre 1988.

- Elkana Nyang'au, Kennedy Ondiek, Simeon Kipkemboi, et Peter Wekesa
  1. Qualifications — 40.30
  2. Demi-finale — 39.47 (→ non qualifié)

Relais 4 × 400 mètres, hommes
- Tito Sawe, Lucas Sang, Paul Ereng, et Simeon Kipkemboi
  1. Qualifications — 3:05.21
  2. Demi-finale — 3:03.24
  3. Finale — 3:04.69 (→ 8e place)

800 mètres, hommes
- Paul Ereng
  1. Qualifications — 1:46.14
  2. Quart de finale — 1:46.62
  3. Demi-finale — 1:44.55
  4. Finale — 1:43.55 →  médaille d'or

1 500 mètres, hommes
- Peter Rono
  1. Qualificaions — 3:37.65
  2. Demi-finale — 3:38.25
  3. Finale — 3:35.96 →  médaille d'or

5 000 mètres, hommes
- John Ngugi
  1. Premier tour — 13:47.93
  2. Demi-finale — 13:24.43
  3. Finale — 13:11.70 →  médaille d'or

- Yobes Ondieki
  1. Premier tour — 13:58.24
  2. Demi-finale — 13:22.85
  3. Finale — 13:52.01 (→ 12e place)

- Charles Cheruiyot
  1. Premier tour — 13:43.11
  2. Demi-finale — 13:38.44 (→ non qualifié)

10 000 mètres, hommes
- Kipkemboi Kimeli
  1. Premier tour — 28:00.39
  2. Finale — 27:25.16 →  médaille de bronze

- Moses Tanui
  1. Premier tour — 28:20.98
  2. Finale — 27:47.23 (→ 8e place)

- Boniface Merande
  1. Premier tour — 28:21.84
  2. Finale — abandon (→ non classé)

3 000m Steeple, hommes
- Julius Kariuki
  1. Heat — 8:33.42
  2. Demi-finale — 8:18.53
  3. Finale — 8:05.51 →  médaille d'or

- Peter Koech
  1. Heat — 8:31.66
  2. Demi-finale — 8:15.68
  3. Finale — 8:06.79 →  médaille d'argent

- Patrick Sang
  1. Heat — 8:36.11
  2. Demi-finale — 8:16.70
  3. Finale — 8:15.22 (→ 7e place)

Marathon, hommes
- Douglas Wakiihuri
  - Finale — 2"10:47 →  médaille d'argent

- Joseph Kipsang
  - Finale — abandon

50 km marche, hommes
- William Sawe
  - Finale — 4'25:24 (→ 35e place)

100 mètres, femmes
- Joyce Odhiambo

200 mètres, femmes
- Joyce Odhiambo

1 500 mètres, femmes
- Susan Sirma

3 000 mètres, femmes
- Susan Sirma

Marathon, femmes
- Pascaline Wangui
  - Finale — 2"47.42 (→ 49e place)

400 mètres haies, femmes
- Rose Tata-Muya

### Boxe
Poids mi-mouches, hommes (– 48 kg)
- Maurice Maina
  - Premier tour — bye
  - Deuxième tour — A battu Mohamed Haddad (Syrie), 4:1
  - Troisième tour — A perdu face à Chatchai Sasakul (Thaïlande), 0:5

Poids mouches, hommes (– 51 kg)
- Anthony Ikegu
  - Premier tour — bye
  - Deuxième tour — A perdu face à Philippe Desavoye (France), sur arrêt de l'arbitre

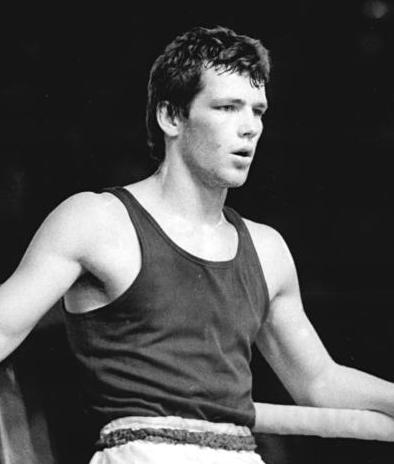
L'allemand Henry Maske bat en demi-finale le kenyan Chris Sande qui a la médaille de bronze.

Poids coqs, hommes (– 54 kg)
- Steve Mwema
  - Premier tour — bye
  - Deuxième tour — A battu Rambahadur Giri (Népal), sur arrêt de l'arbitre
  - Troisième tour — A battu Alberto Machaze (Mozambique), 5:0
  - Quart de finale — A perdu face à Kennedy McKinney (États-Unis), 0:5

Poids plumes, hommes (– 57 kg)
- John Wanjau
  - Premier tour — A battu Laszlo Szöke (Hongrie), aux points
  - Deuxième tour — A perdu face à Regilio Tuur (Pays-Bas), aux points

Poids légers, hommes (– 60 kg)
- Patrick Waweru
  - Premier tour — A perdu face à Andreas Zülow (Allemagne de l'Est), 0:5

Poids super-légers, hommes (– 63.5 kg)
- David Kamau
  - Premier tour — A battu Abidnasir Shahab (Jordanie), sur arrêt de l'arbitre
  - Deuxième tour — A battu Martin Ndongo-Ebanga (Cameroun), 5:0
  - Troisième tour — A perdu face à Sodnomdarjaagiin Altansükh (Mongolie), 0:5

Poids welters, hommes (– 67 kg)
- Robert Wangila
  - Premier tour — bye
  - Deuxième tour — A battu Đorđe Petronijević (Yougoslavie), sur arrêt de l'arbitre -2
  - Troisième tour — A battu Khaidavyn Gantulga (Mongolie), abandon -2
  - Quart de finale — A battu Khristo Furnigov (Bulgarie), 5:0
  - Demi-finale — A battu Jan Dydak (Pologne), par forfait
  - Finale — A battu Laurent Boudouani (France), par KO -2 →  médaille d'or

Poids super-welters, hommes (– 71 kg)
- Mohamad Orungi
  - Premier tour — bye
  - Deuxième tour — A perdu face à Apolinario Silveira (Angola), sur arrêt de l'arbitre -2

Poids moyens, hommes (– 75 kg)
- Chris Sande →  médaille de bronze
  - Premier tour — bye
  - Deuxième tour — A battu Juan Montiel (Uruguay), par KO -3
  - Troisième tour — A battu Paul Kamela (Cameroun), 5:0
  - Quart de finale — A battu Francis Wanyama (Ouganda), 5:0
  - Demi-finale — A perdu face à Henry Maske (Allemagne de l'Est), 0:5

Poids mi-lourds, hommes (– 81 kg)
- Joseph Akhasamba
  - Premier tour — A battu Jeffrey Nedd (Aruba), sur arrêt de l'arbitre -2
  - Deuxième tour — A battu Sione Vaveni Talia'uli (Tonga), 5:0
  - Quart de finale — A perdu face à Damir Škaro (Yougoslavie), 0:5

Poids lourds, hommes (– 91 kg)
- Harold Obunga
  - Premier tour — bye
  - Deuxième tour — A battu Tualau Fale (Tonga), sur arrêt de l'arbitre -1
  - Quart de finale — A perdu face à Andrzej Golota (Pologne), 0:5

Poids super-lourds, hommes (+ 91 kg)
- Chris Odera
  - Premier tour — bye
  - Deuxième tour — A perdu face à Lennox Lewis (Canada), sur arrêt de l'arbitre

### Hockey
Équipe masculine
- Tour préliminaire (groupe A)
  - Kenya — Australie 1-7
  - Kenya — Pakistan 0-8
  - Kenya — Espagne 2-4
  - Kenya — Pays-Bas 1-2
  - Kenya — Argentine 1-5

- Matchs de classement
  - 9e-12e place : Kenya — Corée du Sud 2-5
  - 11e-12e place : Kenya — Canada 1-3 (→ 12e place)

- Composition de l'équipe
  1. Paul Sewe Omany
  2. Parminder Saini
  3. Roy Odhier
  4. Charles Oguk
  5. John Eliud Okoth
  6. Michael Omondi
  7. Sam Ngoyo
  8. Peter Akatsa
  9. Sanjiwan Goyal
  10. Christopher Otambo
  11. Lucas Alubaha
  12. Victor Owino
  13. Samson Oriso
  14. Inderjit Matharu
  15. Samson Muange
  16. Julius Mutua
- Sélectionneur: Gursharam Singh Lall

### Lutte
- Lamachi Elimu — non qualifié
- Waruingi Kimani — non qualifié
- Maisiba Obwoge — non qualifié
- Kiptoo Salbei — non qualifié